# Till Streller
Till Streller (* 22. April 2003 in Singen (Hohentwiel)) ist ein deutscher Fußballspieler.

## Karriere
Nach seinen Anfängen in der Jugend der SG Waldsolms, des FC Cleeberg, der TSG Wieseck und des SV Wehen Wiesbaden wechselte er im Sommer 2019 in die Jugendabteilung des SV Darmstadt 98. In der Saison 2019/20 debütierte Streller am 18. August 2019 beim 1:3-Auswärtssieg gegen die U17-Mannschaft des SV Wehen Wiesbaden für die U17-Mannschaft des SV Darmstadt 98 in der B-Junioren-Bundesliga. Insgesamt spielte er in der Spielzeit zwanzig von 21 möglichen Spiele in der U17-Liga. Die Spielzeit wurde nach dem 21. Spieltag aufgrund der COVID-19-Pandemie abgebrochen. In der Saison 2020/21 debütierte Streller am 4. Spieltag beim 2:1-Heimsieg gegen die U19-Mannschaft des 1. FC Nürnberg in der A-Junioren-Bundesliga, als er in der 78. Spielminute für Daniel Kasper eingewechselt wurde. Nach dem 4. Spieltag wurde auch diese Liga abgebrochen. Streller nahm am Trainingslager der ersten Mannschaft für die Saison 2021/22 als Nachwuchsspieler teil.
Vor dem 1. Spieltag der Saison 2021/22 infizierten sich drei Spieler in der ersten Mannschaft der Darmstädter mit dem Corona-Virus und weitere Spieler mussten in Quarantäne, weshalb der Kader am ersten Spieltag mit mehreren U-19-Spielern besetzt wurde. Darunter stand auch Streller am 24. Juli 2021 erstmals im Kader der ersten Mannschaft für das Heimspiel gegen den SSV Jahn Regensburg in der 2. Bundesliga. Bei der 0:2-Heimniederlage unter Torsten Lieberknecht debütierte er jedoch nicht. In der U19-Liga kam er in der gesamten Spielzeit auf 20 Einsätze (zwei Tore) und erreichte mit seiner Mannschaft den elften Platz.
Im Sommer 2022 erfolgte sein Wechsel zum Drittligisten FSV Zwickau. Dort kam er auch zu seinem ersten Einsatz im Profibereich, als er am 30. April 2023, dem 34. Spieltag, bei der 3:4-Auswärtsniederlage gegen den VfL Osnabrück in der 86. Spielminute für Dominic Baumann eingewechselt wurde. Zum Saisonende verließ er den Klub wieder und nach kurzer Vereinslosigkeit nahm ihn dann der FC Rot-Weiß Koblenz aus der Oberliga Rheinland-Pfalz/Saar unter Vertrag, ehe er zur Saison 2024/25 zu den Lilien zurückkehrte, indem er sich der neu gegründeten zweiten Mannschaft, dem SV Darmstadt 98 II in der Fußball-Hessenliga 2024/25, anschloss.